# Antero González
Antero González de Audikana Intxaurraga (Durango, 1º febbraio 1901 – 28 gennaio 1978) è stato un calciatore spagnolo, di ruolo centrocampista.

## Carriera

### Club
Giocò tutta la carriera nel campionato spagnolo.

### Nazionale
Fu convocato per le Olimpiadi del 1928.